# Basildon United FC
Basildon United FC (celým názvem: Basildon United Football Club) je anglický fotbalový klub, který sídlí ve městě Basildon v nemetropolitním hrabství Essex. Založen byl v roce 1963. Od sezóny 2018/19 hraje v Isthmian League North Division (8. nejvyšší soutěž). Klubové barvy jsou černá a žlutá.
Své domácí zápasy odehrává na stadionu Gardiners Close s kapacitou 2 000 diváků.

## Úspěchy v domácích pohárech
Zdroj:
- FA Cup
  - 3. předkolo: 1983/84, 1998/99
- FA Trophy
  - 2. předkolo: 1985/86
- FA Vase
  - Čtvrtfinále: 1980/81

## Umístění v jednotlivých sezonách
Stručný přehled
Zdroj:
- 1971–1980: Essex Senior League
- 1980–1981: Athenian League
- 1981–1984: Isthmian League (Second Division)
- 1984–1989: Isthmian League (First Division)
- 1989–1991: Isthmian League (Second Division North)
- 1991–2018: Essex Senior League
- 2018– : Isthmian League (North Division)

Jednotlivé ročníky
Zdroj:
Legenda: Z - zápasy, V - výhry, R - remízy, P - porážky, VG - vstřelené góly, OG - obdržené góly, +/- - rozdíl skóre, B - body, červené podbarvení - sestup, zelené podbarvení - postup, fialové podbarvení - reorganizace, změna skupiny či soutěže
| Sezóny  | Liga                             | Úroveň | Z  | V  | R | P  | VG  | OG | +/- | B  | Pozice |
| ------- | -------------------------------- | ------ | -- | -- | - | -- | --- | -- | --- | -- | ------ |
| 2009/10 | Essex Senior League              | 9      | 34 | 12 | 6 | 16 | 47  | 69 | -22 | 39 | 12.    |
| 2010/11 | Essex Senior League              | 9      | 32 | 10 | 4 | 18 | 45  | 66 | -21 | 34 | 12.    |
| 2011/12 | Essex Senior League              | 9      | 34 | 3  | 7 | 24 | 42  | 92 | -50 | 16 | 18.    |
| 2012/13 | Essex Senior League              | 9      | 36 | 12 | 5 | 19 | 52  | 79 | -27 | 41 | 13.    |
| 2013/14 | Essex Senior League              | 9      | 38 | 16 | 7 | 15 | 84  | 68 | +16 | 55 | 8.     |
| 2014/15 | Essex Senior League              | 9      | 38 | 12 | 8 | 18 | 70  | 75 | -5  | 44 | 12.    |
| 2015/16 | Essex Senior League              | 9      | 40 | 30 | 4 | 6  | 109 | 45 | +64 | 94 | 2.     |
| 2016/17 | Essex Senior League              | 9      | 42 | 18 | 7 | 17 | 81  | 72 | +9  | 61 | 9.     |
| 2017/18 | Essex Senior League              | 9      | 40 | 29 | 5 | 6  | 83  | 29 | +54 | 92 | 2.     |
| 2018/19 | Isthmian League (North Division) | 8      | 38 |    |   |    |     |    |     |    |        |